# Time (Noruega)
Time é uma comuna da Noruega, com 182 km² de área e 14 177 habitantes (censo de 2004).         